# Сингх, Джайпал
Джайпал Сингх Мунда (англ. Jaipal Singh Munda; 3 января 1903, Хути, Британская Индия — 20 марта 1970, Дели) — индийский хоккеист на траве, защитник. Олимпийский чемпион 1928 года. Впоследствии стал политическим деятелем и писателем.

## Биография
Джайпал Сингх родился 3 января 1903 года в местности Хути в Британской Индии (сейчас территория штата Джаркханд в Индии). Происходил из этнической группы мунда.
Учился в сельской церковной школе, затем в колледже святого Павла в городе Ранчи, которым руководили христианские миссионеры англиканской церкви. С раннего возраста ухаживал за стадом, играл в хоккей на траве. Его талант заметили миссионеры и направили в Англию для получения высшего образования. С отличием окончил колледж святого Иоанна Оксфордского университета по специальности «экономика».
Играл в хоккей на траве за сборную университета и «Уимблдон». Отличался чистой и рациональной игрой в обороне, чувством паса.
В 1928 году вошёл в состав сборной Индии по хоккею на траве, был капитаном команды. При его участии в 17 матчах индийцы одержали 16 побед и один раз сыграли вничью. На летних Олимпийских играх в Амстердаме завоевал золотую медаль. Играл на позиции защитника, провёл 2 матча, мячей не забивал. Во время Олимпиады покинул команду из-за конфликта, по одним данным, с английским тренером Россье, по другим — с входившими в состав команды англоиндийцами.
Впоследствии вернулся в Индию, где в 1929 году создал хоккейную команду в клубе «Мохун Баган» из Калькутты, которой руководил. После окончания игровой карьеры был секретарём Бенгальской хоккейной ассоциации, членом Индийского спортивного совета.
Состоял на гражданской службе в Индии. После отставки в 1934 году отправился работать учителем в колледже принца Уэльского в Гане. В 1937 году вернулся в Индию, где руководил колледжем Раджкумара в Райпуре. В 1938 году был министром иностранных дел княжества Биканер.
В конце 1938 года принял решение заняться политикой, после того как побывал в Патне и Ранчи и увидел, в каком бедственном положении находится народ мунда. В 1939 году стал президентом общественно-политического движения «Адиваси Махасабха», защищавшего права коренных племён Индии. Выступал за создание отдельного штата Джаркханд.
После того как Индия стала независимой, движение стало партией «Джаркханд». Сингх представлял коренные племена Индии в Учредительном собрании, которая работала над Конституцией. Однако создать отдельный штат не удалось (его выделят из состава Бихара только в 2000 году), и в 1963 году партия вошла в Индийский национальный конгресс.
Был депутатом Лок сабхи в четырёх собраниях: первом (1952—1957), втором (1957—1962), третьем (1962—1967) и четвёртом (1967—1971).
Умер 20 марта 1970 года в индийском городе Дели в результате мозгового кровоизлияния.

## Семья
Женился 7 марта 1954 года на Джаханаре Джаяратнам. Отец троих сыновей и троих дочерей.

## Память
В 1978 году новый стадион в Ранчи назвали именем Сингха. Сейчас он находится в запущенном состоянии.